# Sebranice (district de Blansko)
Pour les articles homonymes, voir Sebranice.
Sebranice (en allemand : Sebranitz) est une commune du district de Blansko, dans la région de Moravie-du-Sud, en Tchéquie. Sa population s'élevait à 627 habitants en 2020.

## Géographie
Sebranice se trouve à 5 km à l'est-sud-est de Kunštát, à 16 km au nord-est de Blansko, à 34 km au nord de Brno et à 167 km à l'est-sud-est de Prague.
La commune est limitée par Nýrov au nord, par Svitávka et Skalice nad Svitavou à l'est, par Jabloňany au sud, par Voděrady au sud-ouest et par Kunštát à l'ouest.

## Histoire
La première mention écrite de la localité date de 1043.